# Mays Landing
Mays Landing ist eine Stadt innerhalb des Hamilton Township im Atlantic County, im US-Bundesstaat New Jersey, USA. Bei der Volkszählung von 2000 wurde eine Bevölkerungszahl von 2.321 registriert. Mays Landing ist das County Seat (Verwaltungssitz) von Atlantic County.

## Geographie
Nach dem United States Census Bureau hat die Stadt eine Gesamtfläche von 5,0 km², wovon 4,4 km² Land und 0,5 km² (10,94 %) Wasser ist.

## Geschichte

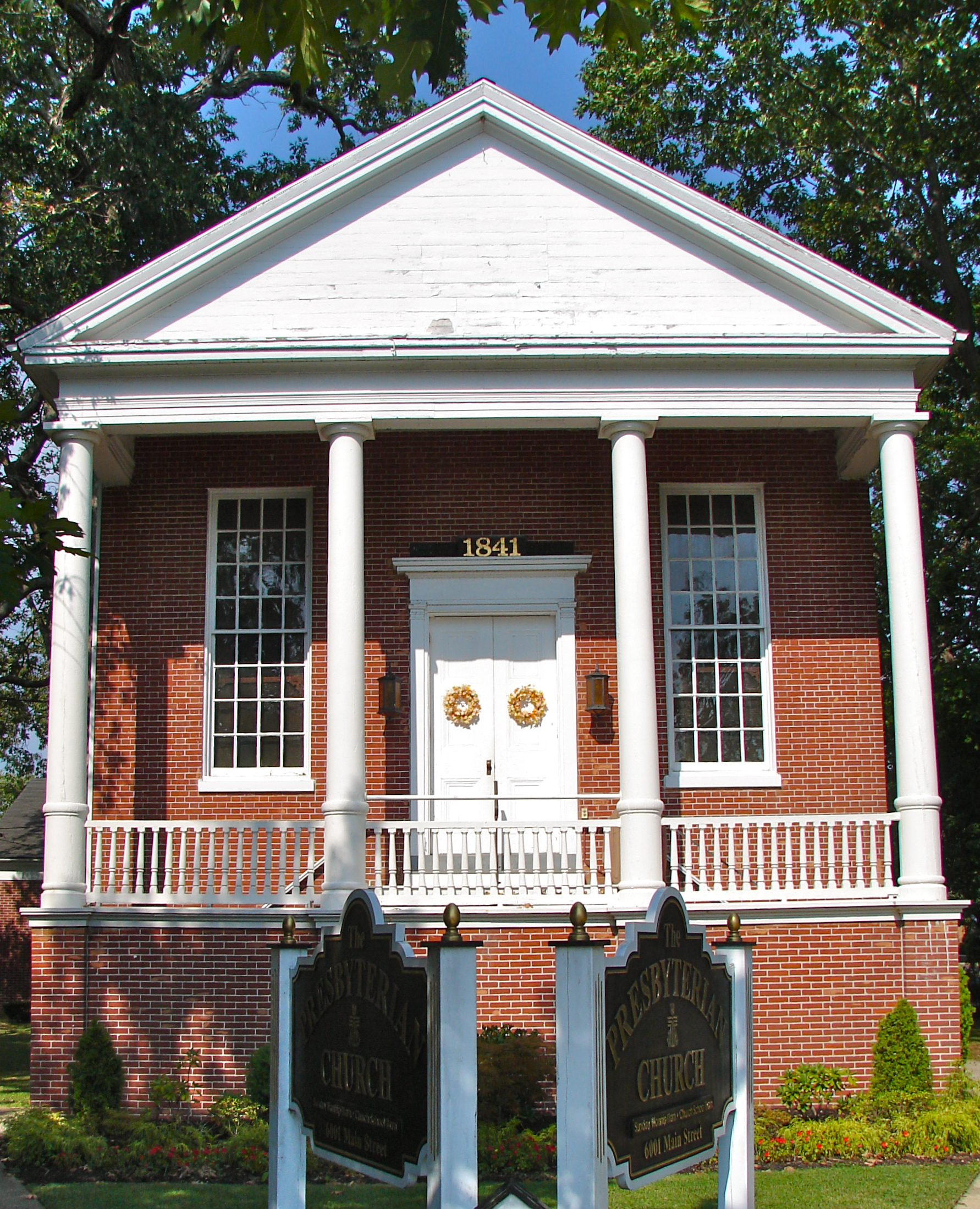
Die Mays Landing Presbyterian Church ist einer von drei Einträgen des Orts im NRHP.

Drei Bauwerke und Stätten des Orts sind im National Register of Historic Places (NRHP) eingetragen (Stand 24. Oktober 2018).

## Söhne und Töchter der Stadt
- Suzette Charles, Miss America 1984
- Mae Faggs, Leichtathletin und Olympiasiegerin

## Demographie
Nach der Volkszählung von 2000 gibt es 2.321 Menschen, 892 Haushalte und 599 Familien in der Stadt. Die Bevölkerungsdichte beträgt 527,1 Einwohner pro km². 91,25 % der Bevölkerung sind Weiße, 5,00 % Afroamerikaner, 0,09 % amerikanische Ureinwohner, 0,73 % Asiaten, 0,22 % pazifische Insulaner, 0,78 % anderer Herkunft und 1,94 % Mischlinge. 3,96 % sind Latinos unterschiedlicher Abstammung.
Von den 892 Haushalten haben 33,9 % Kinder unter 18 Jahre. 49,2 % davon sind verheiratete, zusammenlebende Paare, 14,5 % sind alleinerziehende Mütter, 32,8 % sind keine Familien, 27,4 % bestehen aus Singlehaushalten und in 10,3 % Menschen sind älter als 65. Die Durchschnittshaushaltsgröße beträgt 2,55, die Durchschnittsfamiliengröße 3,12.
25,4 % der Bevölkerung sind unter 18 Jahre alt, 7,2 % zwischen 18 und 24, 30,9 % zwischen 25 und 44, 23,1 % zwischen 45 und 64, 13,4 % älter als 65. Das Durchschnittsalter beträgt 37 Jahre. Das Verhältnis Frauen zu Männer beträgt 100:93,1, für Menschen älter als 18 Jahre beträgt das Verhältnis 100:88,3.
Das jährliche Durchschnittseinkommen der Haushalte beträgt 52.628 USD, das Durchschnittseinkommen der Familien 60.000 USD. Männer haben ein Durchschnittseinkommen von 41.432 USD, Frauen 30.154 USD. Das Prokopfeinkommen der Stadt beträgt 23.477 USD. 6,8 % der Bevölkerung und 4,9 % der Familien leben unterhalb der Armutsgrenze, davon sind 14,1 % Kinder oder Jugendliche jünger als 18 Jahre und 3,0 % der Menschen sind älter als 65.